# Заріччя (Бережковське сільське поселення)
Заріччя (рос. Заречье) — присілок у Волховському районі Ленінградської області Російської Федерації.
Населення становить 65 осіб. Належить до муніципального утворення Бережковське сільське поселення.

## Історія
Згідно із законом № 56-оз від 6 вересня 2004 року належить до муніципального утворення Бережковське сільське поселення.

## Населення
| 1838 | 1862 | 1885 | 1997 | 2007 | 2010 | 2017 |
| ---- | ---- | ---- | ---- | ---- | ---- | ---- |
| 280  | ↗351 | ↗365 | ↘11  | ↗52  | ↘42  | ↗65  |